# Chaumuhan
Chaumuhan è una suddivisione dell'India, classificata come nagar panchayat, di 9.881 abitanti, situata nel distretto di Mathura, nello stato federato dell'Uttar Pradesh. In base al numero di abitanti la città rientra nella classe V (da 5.000 a 9.999 persone).

## Geografia fisica
La città è situata a 27° 38' 25 N e 77° 35' 02 E.

## Società

### Evoluzione demografica
Al censimento del 2001 la popolazione di Chaumuhan assommava a 9.881 persone, delle quali 5.357 maschi e 4.524 femmine. I bambini di età inferiore o uguale ai sei anni assommavano a 1.972, dei quali 1.034 maschi e 938 femmine. Infine, coloro che erano in grado di saper almeno leggere e scrivere erano 4.631, dei quali 3.183 maschi e 1.448 femmine.